# در مه بخوان (فیلم)
در مه بخوان فیلمی به کارگردانی  و نویسندگی فریدون حسن پور ساختهٔ سال ۱۳۸۵ است.

## بازیگران
- شاهرخ فروتنیان
- فاطمه صادقی
- امیر نوری
- انوش نصر
- اردشیر وزیری
- نگار نادری
- بهمن صادق حسنی
- مصطفی قاضی میرسعید
- دانیال محمودنیا
- حسین محجوب